# Oliver Ford
Pour les articles homonymes, voir Ford (homonymie).
Oliver Ford (né le 27 mars 1947) est un athlète américain, spécialiste du sprint. Il codétient le record du monde du 100 mètres en 1968 avec le temps de 10 s 0.

## Biographie
Le 31 mai 1968, à Albuquerque, Oliver Ford signe le temps de 10 s 0 sur 100 m, et égale à cette occasion le record du monde de la discipline détenu conjointement par sept autres athlètes : l'Allemand Armin Hary, le Canadien Harry Jerome, le Vénézuélien Horacio Esteves, les Américains Bob Hayes et Jim Hines, le Cubain Enrique Figuerola et le Sud-africain Paul Nash. Deux autres athlètes, Charles Greene et Roger Bambuck atteindront également cette marque lors de la saison 1968. Blessé peu avant les sélections olympiques américaines de Echo Summit, il ne participe pas aux Jeux olympiques de Mexico.

## Records
| Épreuve   | Performance | Lieu        | Date        |
| --------- | ----------- | ----------- | ----------- |
| 100 m     | 10 s 0 (RM) | Albuquerque | 31 mai 1968 |
| 100 yards | 9 s 3       | Beaumont    | 18 mai 1968 |